# Vierzehn Nothelfer (Sackenried)

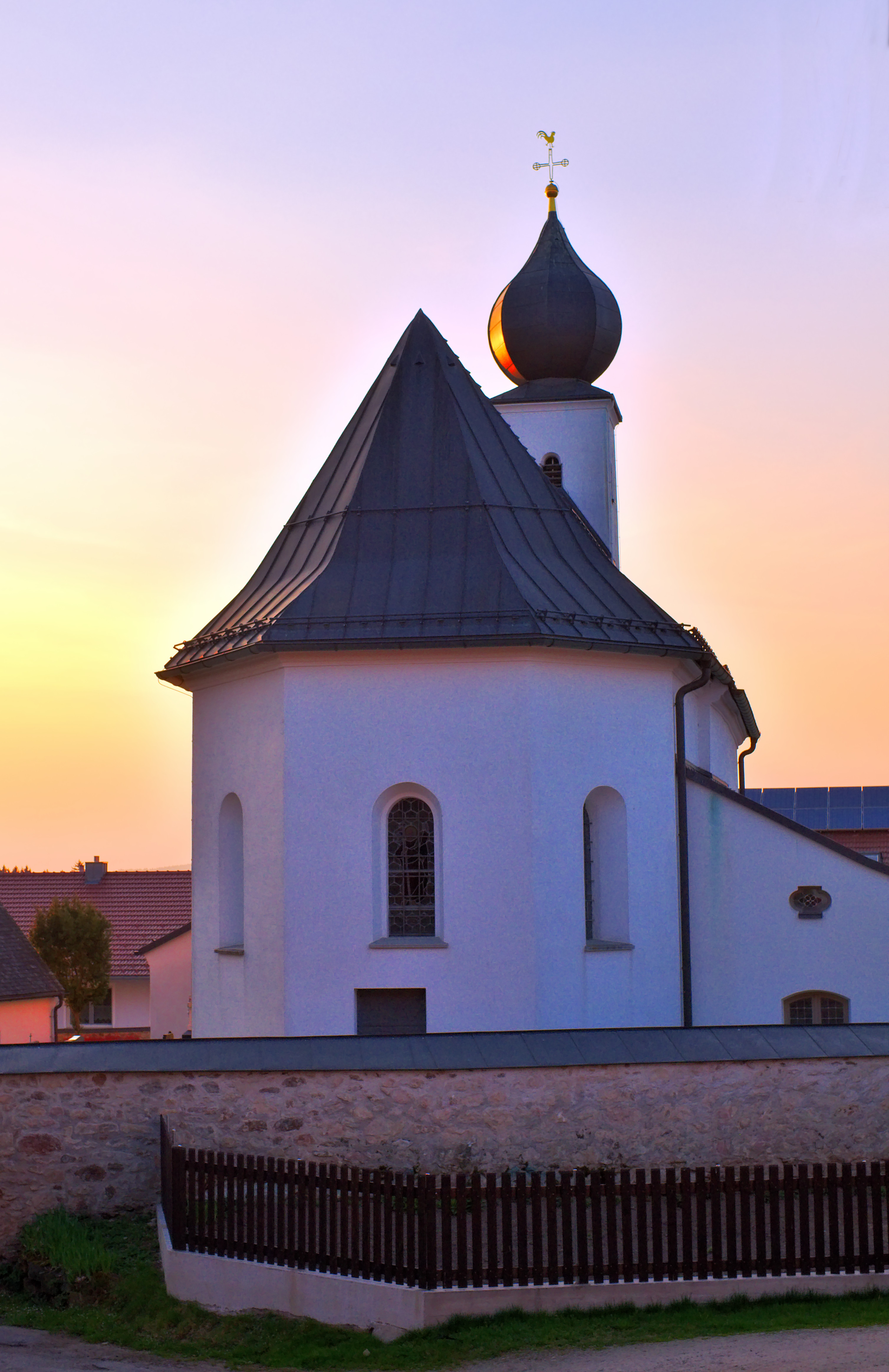
Vierzehn Nothelfer (Sackenried)

Die römisch-katholische, denkmalgeschützte Filialkirche Vierzehn Nothelfer steht in Sackenried, einem Gemeindeteil der Stadt Bad Kötzting im Landkreis Cham in der Oberpfalz. Die Kirchengemeinde gehört zum Bistum Regensburg. Das Bauwerk ist unter der Denkmalnummer D-3-72-137-46 als Baudenkmal in die Bayerische Denkmalliste eingetragen.

## Beschreibung
Die Saalkirche besteht aus einem in der zweiten Hälfte des 17. Jahrhunderts gebauten Langhaus, das mit einem Satteldach bedeckt ist, einem leicht eingezogenen, dreiseitig geschlossenen spätgotischen Chor im Osten und einem Fassadenturm im Westen, der mit einer Zwiebelhaube bedeckt ist.
Der Innenraum des Langhauses ist mit einem Kreuzgratgewölbe überspannt, der des Chors mit einem Netzgewölbe, das auf Konsolen ruht. Zur Kirchenausstattung gehört ein Hochaltar aus der zweiten Hälfte des 17. Jahrhunderts, auf dessen Altarretabel die vierzehn Nothelfer dargestellt sind. Die Orgel wurde 1865 von einem unbekannten Orgelbauer errichtet.